# Joyce Grable
Betty Wade-Murphy (9 de noviembre de 1952 - 29 de septiembre de 2023), más conocida por su nombre de ring Joyce Grable , fue una luchadora profesional estadounidense.
Fue compañera de equipo de Wendi Richter durante mucho tiempo . Tuvo el Campeonato Femenino de los Estados Unidos de la NWA una vez y el Campeonato Mundial en Parejas Femenino de la NWA seis veces: tres con Richter y tres con su otra compañera de equipo Vicki Williams.

## Campeonatos y logros
- Cauliflower Alley Club
  - Premio de lucha femenina (2010)[1]
  - Premio de coraje (2022)
- Deep South Wrestling
  - Campeonato Femenino DSW (1 vez, campeona final)
- National Wrestling Alliance
  - NWA Texas Women's Championship (1 vez)
  - NWA United States Women's Championship (1 vez)
  - NWA World Women's Tag Team Championship (6 veces) – con Vicki Williams (3) y Wendi Richter (3)
  - NWA Hall of Fame (Clase de 2012)[2]
- Professional Wrestling Hall of Fame

- Clase de 2013

- Pro Wrestling Illustrated
  - Girl Wrestler of the Year (1973)[4]
- Pro Wrestling This Week
  - Luchador de la semana (23–29 de noviembre de 1986)[5]
- St. Louis Wrestling Hall of Fame
  - Clase de 2022
- Women's Wrestling Hall of Fame
  - Clase de 2024 – con Wendi Richter[6]